# Молдавский народный танец

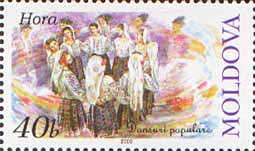
Хора. Марка Молдавии

Молдавский народный танец — танцевальное искусство молдавского народа.
В молдавской народной хореографии сохранились элементы древнейших танцевальных традиций. Наиболее распространённый танец — хора. Ещё в начале XIX века хора означала не только определённый танец, но и один из видов сельских празднеств. С XIX века в большинстве районов Бессарабии хорой называют круговой танец, в котором танцующие держатся за руки. С конца XIX века получил распространение жок, имевший в молдавской хореографии также два значения — танец, пляска (молд. жок бэтрынеск — танец стариков, молд. жок де глумэ — шуточный танец) и своеобразное сельское народное гуляние.
Молдавские народные танцы разделяются на обрядовые и бытовые. В числе наиболее известных обрядовых танцев кэлушарь, дрэгайка (сейчас исполняются как бытовые, а чаще сценические), свадебные — остропэцул, зестря, дансул миресей. К бытовым относятся бессюжетные (хора, сырба, молдовеняска, бэтута, брыул) и сюжетные, которые делятся на тематические группы: трудовые — поама (виноград), сфределушул (буравчик), табэкэряска (танец дубильщиков кож), жокул ферарилор (танец кузнецов); героические — хайдучаска, войничаска; танцы для женщин — параскица, цэрэнкуца (крестьяночка); посвящённые явлениям природы — вынтул (ветер) и другие. Сюжетные танцы наиболее многочисленны.
В свое время у русских, болгар, армян и цыган были заимствованы такие танцы, как «Русяска», «Булгэряска», «Арменяска», «Цыгэняска». Выбирая отдельные элементы и ритмы танцев других народов, молдаване исполняли их по-своему.
Молдавские народные танцы обычно исполняются с оркестром (тараф); в старину большинству танцев сопутствовало пение (мититика, еленуца). Наиболее распространённые музыкальные размеры 2/4, 3/8, 6/8, 7/16. Многие танцы, особенно мужские, сопровождаются стригатурь (своеобразными частушками) и киуитурь (выкриками).